# Caïdat de Taghazout
Pour les articles homonymes, voir Taghazout.
Le caïdat de Taghazout est une circonscription administrative marocaine situé dans le cercle d'Agadir-Atlantique, lui-même situé dans la préfecture d'Agadir Ida-Outanane, au sein de la région administrative de Souss-Massa. Son chef-lieu se trouve dans la commune éponyme de Taghazout.

## Communes
Deux communes rurales sont rattachées au caïdat de Taghazout : Taghazout et Aqsri.
| Année | Nb. Commune | Liste Commune    |
| 2013  | 2           | Taghazout, Aqsri |

## Historique
Le caïdat de Taghazout, est créé en 2013, à partir du territoire du caïdat d'Aourir, et est rattaché au tout nouveau cercle d'Agadir-Atlantique, lui-même rattaché à la préfecture d'Agadir Ida-Outanane. Il compte 2 communes rurales : Taghazout et Aqsri. D'après le recensement officiel de 2014, le caïdat est peuplé de 9 388 habitants.
Depuis 2015, dans le cadre du nouveau découpage régional, la région de Souss-Massa-Draâ est remplacée par la nouvelle région de Souss-Massa. La préfecture d'Agadir Ida-Outanane est donc intégrée à cette nouvelle région, tout comme le cercle d'Agadir-Atlantique, et donc le caïdat de Taghazout.

## Démographie
Depuis le dernier recensement de 2014, le caïdat de Taghazout est officiellement peuplé de 9 388 habitants et compte 2 189 ménages.
| Année                          | Population totale | Ménages | Nb. Commune |
| ------------------------------ | ----------------- | ------- | ----------- |
| 2014                           | 9 388             | 2 189   | 2           |
| Données issues de recensements |                   |         |             |

## Administration et politique

### Découpage territorial
| Commune   | Population en 2004 (hab.) | Ménages en 2004 | Population en 2014 (hab.) | Ménages en 2014 |
| --------- | ------------------------- | --------------- | ------------------------- | --------------- |
| Taghazout | 5 348                     | 999             | 5 260                     | 1 282           |
| Aqsri     | 4 873                     | 857             | 4 128                     | 907             |

### Offre de soin
| Commune   | CSCA | CSC | DR |
| Taghazout | 0    | 0   | 1  |
| Aqsri     | 0    | 0   | 1  |